# Busby Babes
Busby Babes var en gruppe af unge Manchester United spillere, der var nogle af de bedste i engelsk fodbold i 50'erne. Navnet fik de pga. deres lave gennemsnitsalder, og deres manager, Sir Matt Busby.
Busby Babes var ikke bare bemærkeligsværdige på grund af deres unge alder, men også det faktum, at de var fra hans egen ungdomsakdemi, hvilket var meget usædvanligt på det tidspunkt. Udtrykket, tilsyneladende først brugt af Manchester Evening News journalisten Tom Jackson, henviser sædvanligvis til det hold, der vandt ligamesterskabet i 1955-1956 og 1956-1957, med en gennemsnitlig alder på henholdsvis 21 og 22 år.
Otte Busby Babes døde i en flyulykke i München i 1958. Den sidste Busby Babe, Bobby Charlton, pensionerede i 1975.